# Mjällom
Mjällom est une localité de la commune de Kramfors dans le comté de Västernorrland en Suède.
Sa population était de 213 habitants en 2019.